# 陽城県 (江蘇省)
陽城県（ようじょう-けん）は中華人民共和国江蘇省淮安市にかつて存在した県。現在の盱眙県南西部に相当する。

## 歴史
東晋により僑置された。隋初に廃止されている。